# Centreville, Mississippi
Centreville är en ort (town) i Amite County och Wilkinson County i delstaten Mississippi i USA. Orten hade 1 258 invånare, på en yta av 6,00 km² (2020).